# جيولي
جبولي
جيولي! هو الفيلم الوثائقي الرسمي لكأس العالم 1982 الذي أقيم في إسبانيا.
الفيلم رواه شون كونري والنتيجة كتبها ريك واكمان. يحكي قصة كأس العالم 1982 التي فازت بها إيطاليا التي تغلبت على ألمانيا الغربية في النهائي. كما يسلط الضوء على نيوزيلندا - التي لعبت أكبر عدد من المباريات من أجل التأهل-والكاميرون ، وهي قوة أفريقية صاعدة.

## التوزيع
المملكة المتحدة: 21 آذار / مارس 1983 (معاينة)
إيطاليا: 13 أبريل 1983 (العرض التلفزيوني الأول)
فنلندا: 11 نوفمبر 1984 (العرض التلفزيوني الأول)

## الموسيقى التصويرية
قائمة المسار
"العلم الدولي" – 2:15
"الحمامة (حفل الافتتاح)" - 2:40
"الروح الضال" - 3:22
"بكرة لاتينية (موضوع من جولé)" – 2:47
"الجزيرة الحمراء" - 5: 06
"عطلة الإسبانية" – 2:46
"غير ممكن – - 2:57
"الظلال" – 3:41
"اللآلئ السوداء" - 2:54
"الإحباط" - 3:12
"المونتاج الإسباني" - 2:48
"غولé" - 2:58